# Division Nationale 2017-2018
La Division Nationale 2017-2018, nota anche come BGL Ligue 2017-2018 per motivi di sponsorizzazione, è stata la centoquattresima edizione della massima serie del campionato lussemburghese di calcio. La stagione è iniziata il 4 agosto 2017 e si è conclusa il 19 maggio 2018. Il F91 Dudelange ha vinto il campionato per la quattordicesima volta nella sua storia, la terza consecutiva. Capocannoniere del torneo è stato David Turpel, calciatore della F91 Dudelange, con 33 reti.

## Stagione

### Novità
Dalla Division Nationale 2016-2017 erano stati retrocessi il Jeunesse Canach (perdente lo spareggio promozione/retrocessione), il Rumelange e il Käerjeng 97, mentre dalla Éirepromotioun 2016-2017 erano stati promossi l'US Esch, il Rodange 91 e l'Hostert (vincente lo spareggio promozione/retrocessione).

### Formula
Le quattordici squadre partecipanti si sono affrontate in un girone all'italiana con partite di andata e ritorno per un totale di 26 giornate. Al termine del campionato la prima classificata era designata campione del Lussemburgo e ammessa al primo turno preliminare della UEFA Champions League 2018-2019. Le squadre seconda e terza classificate venivano ammesse al primo turno preliminare della UEFA Europa League 2018-2019, assieme alla vincitrice della coppa nazionale. Le ultime due classificate venivano retrocesse direttamente in Éirepromotioun, mentre la dodicesima classificata affrontava la terza classificata in Éirepromotioun in un play-off promozione/retrocessione.

## Squadre partecipanti
| Club               | Città             | Stadio                      | Stagione precedente             |
| ------------------ | ----------------- | --------------------------- | ------------------------------- |
| Differdange 03     | Differdange       | Stade Parc des Sports       | 2º posto in Division Nationale  |
| F91 Dudelange      | Dudelange         | Stade Jos Nosbaum           | Campione del Lussemburgo        |
| Fola Esch          | Esch-sur-Alzette  | Stadio Émile Mayrisch       | 3º posto in Division Nationale  |
| Hostert            | Hostert           | Stade Jos Becker            | 3º posto in Éirepromotioun      |
| Jeunesse Esch      | Esch-sur-Alzette  | Stade de la Frontière       | 8º posto in Division Nationale  |
| Mondorf            | Mondorf-les-Bains | Stade John Grün             | 7º posto in Division Nationale  |
| Progrès Niedercorn | Niedercorn        | Stadio Jos Haupert          | 4º posto in Division Nationale  |
| RU Luxembourg      | Lussemburgo       | Stade Achille Hammerel      | 10º posto in Division Nationale |
| R.M. Hamm Benfica  | Lussemburgo       | Terrain de Football Cents   | 11º posto in Division Nationale |
| Rodange 91         | Rodange           | Stade Joseph Philippart     | 2º posto in Éirepromotioun      |
| UNA Strassen       | Strassen          | Complexe Sportif Jean Wirtz | 5º posto in Division Nationale  |
| US Esch            | Esch-sur-Alzette  | Stade Lankhelz              | 1º posto in Éirepromotioun      |
| UT Pétange         | Pétange           | Stadio municipale           | 6º posto in Division Nationale  |
| Victoria Rosport   | Rosport           | VictoriArena                | 9º posto in Division Nationale  |

## Classifica finale
|  | Pos. | Squadra            | Pt | G  | V  | N  | P  | GF | GS | DR  |
|  | ---- | ------------------ | -- | -- | -- | -- | -- | -- | -- | --- |
|  | 1.   | F91 Dudelange      | 68 | 26 | 22 | 2  | 2  | 81 | 26 | +55 |
|  | 2.   | Progrès Niedercorn | 63 | 26 | 20 | 3  | 3  | 72 | 28 | +44 |
|  | 3.   | Fola Esch          | 47 | 26 | 14 | 5  | 7  | 72 | 41 | +31 |
|  | 4.   | Jeunesse Esch      | 44 | 26 | 13 | 5  | 8  | 52 | 35 | +17 |
|  | 5.   | Differdange 03     | 38 | 26 | 11 | 5  | 10 | 48 | 38 | +10 |
|  | 6.   | Mondorf            | 38 | 26 | 10 | 8  | 8  | 40 | 36 | +4  |
|  | 7.   | RU Luxembourg      | 35 | 26 | 9  | 8  | 9  | 41 | 40 | +1  |
|  | 8.   | Hostert            | 34 | 26 | 9  | 7  | 10 | 37 | 46 | -9  |
|  | 9.   | UT Pétange         | 31 | 26 | 9  | 4  | 13 | 43 | 51 | -8  |
|  | 10.  | R.M. Hamm Benfica  | 30 | 26 | 8  | 6  | 12 | 30 | 45 | -15 |
|  | 11.  | UNA Strassen       | 29 | 26 | 8  | 5  | 13 | 38 | 60 | -22 |
|  | 12.  | Victoria Rosport   | 26 | 26 | 7  | 5  | 14 | 37 | 59 | -22 |
|  | 13.  | Rodange 91         | 22 | 26 | 4  | 10 | 12 | 27 | 55 | -28 |
|  | 14.  | US Esch            | 4  | 26 | 1  | 1  | 24 | 15 | 73 | -58 |

Legenda:
      Campione del Lussemburgo e ammessa alla UEFA Champions League 2018-2019.
      Ammessa alla UEFA Europa League 2018-2019.
 Ammessa ai play-off promozione/retrocessione.
      Retrocessa in Éirepromotioun 2018-2019.
Note:
Tre punti a vittoria, uno a pareggio, zero a sconfitta.

## Risultati
|                    | Dif  | Dud  | Fol  | Hos  | JeE  | Mon  | UTP  | PrN  | RFC  | RMH  | Rod  | UNA  | USE  | Vic  |
| ------------------ | ---- | ---- | ---- | ---- | ---- | ---- | ---- | ---- | ---- | ---- | ---- | ---- | ---- | ---- |
| Differdange 03     | –––– | 0-6  | 0-2  | 2-2  | 2-0  | 4-0  | 0-2  | 1-2  | 2-1  | 0-0  | 5-1  | 5-0  | 4-1  | 6-1  |
| F91 Dudelange      | 0-0  | –––– | 4-3  | 3-2  | 2-0  | 4-2  | 2-1  | 3-2  | 2-0  | 4-0  | 7-0  | 3-2  | 4-0  | 4-0  |
| Fola Esch          | 6-3  | 2-3  | –––– | 4-1  | 1-1  | 1-1  | 3-2  | 2-4  | 3-3  | 2-1  | 7-1  | 3-1  | 9-0  | 1-1  |
| Hostert            | 2-1  | 2-1  | 2-0  | –––– | 1-2  | 1-3  | 2-2  | 1-6  | 2-1  | 3-1  | 1-1  | 1-2  | 3-1  | 1-3  |
| Jeunesse Esch      | 3-1  | 3-1  | 3-3  | 4-2  | –––– | 4-2  | 3-3  | 0-3  | 1-2  | 3-0  | 1-1  | 4-0  | 2-1  | 4-1  |
| Mondorf            | 2-0  | 0-2  | 0-1  | 0-0  | 0-0  | –––– | 4-3  | 0-0  | 4-2  | 1-1  | 1-1  | 3-1  | 3-0  | 3-2  |
| UT Pétange         | 0-2  | 1-3  | 2-3  | 1-2  | 1-0  | 1-1  | –––– | 1-3  | 2-1  | 0-1  | 1-1  | 2-1  | 4-1  | 2-1  |
| Progrés Niedercorn | 1-0  | 1-3  | 2-1  | 1-1  | 1-0  | 3-2  | 7-1  | –––– | 4-2  | 1-3  | 1-0  | 1-1  | 3-1  | 5-0  |
| RFCU Luxembourg    | 1-1  | 1-1  | 2-1  | 0-0  | 1-2  | 2-0  | 2-3  | 2-3  | –––– | 1-0  | 3-2  | 1-1  | 2-1  | 2-2  |
| R.M. Hamm Benfica  | 0-1  | 1-3  | 2-5  | 2-0  | 2-1  | 0-0  | 2-0  | 1-2  | 1-1  | –––– | 2-0  | 1-1  | 3-1  | 1-2  |
| Rodange 91         | 2-1  | 1-2  | 0-3  | 0-0  | 1-3  | 0-1  | 2-1  | 0-4  | 2-2  | 2-2  | –––– | 2-3  | 1-0  | 1-1  |
| UNA Strassen       | 2-2  | 1-4  | 0-4  | 3-0  | 0-3  | 2-1  | 4-2  | 0-6  | 0-1  | 6-0  | 2-2  | –––– | 2-1  | 1-4  |
| US Esch            | 0-3  | 1-6  | 0-1  | 1-2  | 0-4  | 0-3  | 0-3  | 0-1  | 1-1  | 2-3  | 0-2  | 0-1  | –––– | 0-2  |
| Victoria Rosport   | 1-2  | 0-4  | 2-1  | 1-3  | 3-1  | 1-3  | 0-2  | 2-5  | 0-2  | 1-1  | 1-1  | 4-1  | 1-2  | –––– |

## Spareggio promozione-retrocessione
|                  | Risultati |             | Luogo e data            |
| ---------------- | --------- | ----------- | ----------------------- |
| Victoria Rosport | 2 - 0     | Käerjeng 97 | Rosport, 25 maggio 2018 |
|                  |           |             |                         |

## Statistiche

### Classifica marcatori
| Gol |  |  | Giocatore             | Squadra            |
| --- |  |  | --------------------- | ------------------ |
| 33  |  |  | David Turpel          | F91 Dudelange      |
| 29  |  |  | Alek'sandr Karapetyan | Progrès Niedercorn |
| 23  |  |  | Samir Hadji           | Fola Esch          |
| 17  |  |  | Nicolas Perez         | Differdange 03     |
| 14  |  |  | Momar N'Diaye         | Jeunesse Esch      |
| 13  |  |  | Simon Banza           | UT Pétange         |
| 11  |  |  | Julien Jahier         | RU Luxembourg      |
| 11  |  |  | Ryan Klapp            | Fola Esch          |
| 11  |  |  | Eddire Mokrani        | Fola Esch          |
| 10  |  |  | Edis Agović           | UNA Strassen       |